# Хаей Сара
«Хаей Сара» (ашкеназ. «Хайей Соро» др.-евр. חיי שרה‬ — «Жизнь Сары») —  пятая по счёту из 54 недельных глав — отрывков, на которые разбит текст Пятикнижия (Хумаша).
Расположена в первой книге «Брейшит». Свое название, как и все главы, получила по первым значимым словам текста (ва-ихью хаей Сара — «И была жизнь Сары…»). В состав главы входят стихи с 23:1 по 25:18.

## Краткое содержание главы
Сара умирает в возрасте 127 лет, и Авраам хоронит её в пещере Махпела в Хевроне, которую он приобретает у хитийца Эфрона за 400 серебряных шекелей (смерть и похороны Сары описаны в стихах 23:1—23:20).
Авраам посылает своего слугу Элиэзера в Харан, чтобы тот нашёл там жену для Ицхака. Подойдя к Харану, остановившись у колодца, Элиэзер просит Бога явить ему знак: когда девушки придут по воду и он попросит воды напиться, та, что предложит напоить также его верблюдов, будет предназначена в жены сыну его господина.
Ривка, дочь Бэтуэля, племянника Авраама, приходит к колодцу, и делает всё в точности так, как загадал Элиэзер. Придя в дом Бэтуэля, Элиэзер рассказывает историю своего путешествия. Ривка отправляется вместе с Элиэзером в Землю Кнаан, где они встречают Ицхака, вышедшего для молитвы в поле. Ицхак женится на Ривке и, полюбив её, находит утешение после кончины своей матери (женитьба Ицхака на Ривке описана в стихах 24:1—24:67).
Авраам женится на Кетуре (Агарь), которая рождает ему ещё 6 сыновей, однако Ицхак становится его единственным наследником. Авраам умирает в возрасте 175 лет. Ицхак с Ишмаэлем хоронят его в той же пещере Махпела, где была погребена Сара (завершение жизни Авраама описано в стихах 25:1—25:18).

## Дополнительные факты
Глава разделена на семь отрывков (на иврите — алиёт), которые прочитываются в каждый из дней недели, с тем, чтобы в течение недели прочесть всю главу
- В воскресенье читают псуким с 23:1 по 23:16
- В понедельник читают псуким с 23:17 по 24:9
- Во вторник читают псуким с 24:10 по 24:26
- В среду читают псуким с 24:27 по 24:52
- В четверг читают псуким с 24: 53 по 24:67
- В пятницу читают псуким с 25:1 по 25:11
- В субботу читают псуким с 25:12 по 25:18

В понедельник и четверг во время утренней молитвы в синагогах публично читают отрывки из соответствующей недельной главы. Для главы «Хаей Сара» это псуким с 23:1 до 23:16
В субботу, после недельной главы читается дополнительный отрывок — гафтара — из первой книги «Мелахим» (псуким 1:1—1:31).